# Pavel Kuka
Pavel Kuka (Praga, 19 de Julho de 1968) é um ex-futebolista tcheco, que atuava como atacante.

## Carreira
Kuka iniciou e encerrou sua carreira no clube de sua terra natal: o Slavia Praga (onde conquistou a copa nacional em 2002). Ele também defendeu o Kaiserslautern, Nuremberg e Stuttgart, ambos da Alemanha. Pela Seleção Tcheca, disputou sessenta e três partidas, marcando vinte e dois gols, participando do elenco vice-campeão da Eurocopa de 1996, além da Euro 2000 e da Copa das Confederações de 1997. Pela antiga Seleção Tchecoslovaca, disputou vinte e dois jogos e marcou seis gols. Desde 2008, é diretor de esportes do Viktoria Žižkov.

### Slavia praga
O Slavia Praga foi o clube que Kuka mais atuou na carreira,em duas passagens pelo time de Praga Kuka fez 235 jogos e marcou 96 gols.Kuka é um dos maiores ídolos do time se juntando a grandes nomes do futebol tcheco como:Karel Poborský,Patrik Berger,Vladimir Smicer e František Plánička (maior goleiro Tcheco e do leste Europeu em todos os tempos e um dos melhores da história).

### Kaiserslautern
O Kaiserslautern foi o segundo clube em que Kuka mais atuou em sua carreira,118 jogos 53 gols e dois títulos a copa da Alemanha de 1996 e o Campeonato Alemão de 1997/1998.Na Alemanha Kuka ainda atuou no Nürnberg,28 jogos 10 gols e no  Stuttgart,20 jogos e apenas um gol.

## Aposentadoria
Kuka se retirou dos gramados na temporada 2004/2005 quando atuava no 1.FK Pribram da República Tcheca.

## Seleção Tcheca
Pela seleção Tcheca Kuka jogou a Euro 1996 e a Euro 2000 além da Copa das Confederações 1997,atuando por 66 partidas,marcando 22 gols e sendo até hoje um dos maiores atacantes do futebol tcheco.

## Seleção Tchecoslovaca
Pela seleção Tchecoslovaca, Kuka entrou em campo 24 vezes marcando 7 gols,após a separação da Tchecoslováquia Kuka passou a jogar pela Seleção tcheca de futebol.

## Títulos
Kaiserslautern
- Copa da Alemanha: 1996
- Campeonato Alemão: 1998

Slavia Praga
- Copa da República Tcheca: 2002

### Individuais
- Jogador Tcheco do Ano: 1994
- Time da Euro 1996 : Avançado